# Kermes vermilio
Espèce
Kermes vermilio est le nom d'une espèce de cochenilles, le kermès des teinturiers, plus connu sous le nom de « graine d'écarlate », une espèce d'insectes hémiptères, parasite du chêne kermès.

## Étymologie
Les origines du nom sont sans équivoque :
- (chêne) kermès a des racines indo-européennes, à la fois dans le sanskrit krmi-ja (कृमिज), de krmih (कृमि) « tourment du corps (ver) » et ja (ज) « né de, émergé de, sorti de, tiré de  (produit) » et dans le persan qirmiz (قرمز) « sanglant », et par extension « rouge », dont dériveront  carmin, ensuite cramoisi.
- vermillo a pour origine le latin vermiculus « petit ver, vermisseau » la cochenille étant considérée dans l'antiquité, comme un 'petit ver'; par extension, la teinture rouge obtenue grâce à cet insecte prendra le nom de vermillon.
- La désignation de plusieurs nuances de rouge dérive directement du nom de cet insecte, kermès vermilio : rouge carmin, cramoisi, rouge écarlate, vermillon.

## Utilisation
Seule la femelle de Kermes vermilio est utilisée pour produire cette substance tinctoriale rouge vif.
Le principe tinctorial de cette cochenille est l'acide carminique, un pigment rouge sang du type anthraquinone.
La cochenille reste  aujourd'hui encore sous la rubrique des colorants alimentaires, c'est le E120, mais c'est une espèce mexicaine (Dactylopius coccus avec l'acide carminique) qui a pris le pas sur la petite cochenille méditerranéenne.

## Histoire
Dans le Sud de la France (Languedoc et Provence) et au Sud-Est de l'Espagne (actuelle Castille-la-Manche), le parasite, de forme sphérique, de taille minuscule (6 à 8 mm) et se tenant immobile sur son hôte végétal, était récolté sur le chêne kermès afin de le dessécher, puis de le broyer pour en tirer une teinture rouge écarlate ou, à moindre dose, des couleurs rosées et violettes. La récolte, par matinée, était d'environ 1 kg de « graines d'écarlate », permettant de produire 10 à 15 g de pigment pur.
On en décèle la présence dans les pigments des peintures rupestres du Néolithique. Dès l'antiquité, son usage se répand de l'Extrême Orient à l'Occident, car sa production est nettement moins fastidieuse et onéreuse que celle de la pourpre. Cette dernière, obtenue à partir d'un processus complexe d'extraction du coquillage murex, sera vite exclusivement réservée à la symbolique du pouvoir et de l'influence aussi bien chez les Égyptiens, que chez les Hittites, les Perses, Grecs et Romains. Puis elle est utilisée par les moines copistes pour égayer l'encre des enluminures des manuscrits médiévaux. Elle fait la richesse des teinturiers et des drapiers de Montpellier, atteignant son apogée au XIVe siècle, grâce à de magnifiques tissus écarlates concurrençant le rouge de la garance d'Avignon. Le prix - élevé - dépendait de l'abondance de l'insecte, elle-même soumise aux aléas climatiques, d'une récolte fastidieuse, de la stabilité de la teinte obtenue sur les tissus et les soies. Ainsi pour teindre un drap fin, il était nécessaire de récolter 1 à 1,5 million d'insectes, et son prix était l'équivalent de près de trois ans de gage d'un maître maçon. 
L'utilisation de cette cochenille méditerranéenne persiste jusqu'à la découverte du Nouveau Monde au XVIe siècle et de la cochenille du cactus (Dactylopius coccus) dont la concentration et le pouvoir colorant sont supérieurs et le coût de production moins élevé. Il s'ensuit une première crise de l'utilisation du Kermes vermilio et il devient à son tour l'apanage des puissants et des cercles d'influence, pour teindre tantôt les étoffes royales, tantôt les soies papales. Au milieu du XIXe siècle, la mise au point des teintures de synthèse donna le coup de grâce à cette activité.